# Marvel Television
Marvel Television, также известна как Marvel TV — бывшая телевизионная студия, являвшаяся дочерней компанией Marvel Entertainment. В 2019 году была объединена с Marvel Studios и в настоящее время используется как лейбл.
Компания отвечала за телевизионные и анимационные (через Marvel Animation) шоу и серии для DVD. Компания базировалась в местоположении филиала ABC Studios. Большинство проектов, созданных подразделением, относится к Кинематографической Вселенной Marvel.

## Предыстория
Marvel ранее лицензировала несколько персонажей для анимационных телешоу, которые были более успешными, чем сериалы с живыми актёрами. «Невероятный Халк» (1978—1982) был единственным успешным телесериалом Marvel, идущим пять сезонов. Последний сериал «Блэйд» был отменён после одного сезона на канале Spike.
Первые телевизионные лицензии Marvel были даны на Человека-паука для сериалов «Супер-истории Паучка» от Electric Company (1974—1977), «Удивительный Человек-паук» от CBS (1977—1979) и сериала с стиле токусацу «Человек-паук» от японской компании Toei (1978—1979). «Невероятный Халк» также был запущен в 1977 году на CBS. «Удивительный Человек-паук» имел хорошие рейтинги, но был отменён в 1979 году, потому что CBS не хотели, чтобы их называли «сетью комиксов», поскольку у них уже было три шоу по комиксам, и они решили оставить «Невероятного Халка», поскольку его рейтинги были лучше.
В 1978 году Доктор Стрэндж получил телевизионный фильм в качестве пилота, подобно Человеку-пауку и Халку. Капитан Америка также появился в двух пилотных эпизодах в 1979 году: «Капитан Америка» и «Капитан Америка 2: Слишком скора смерть». Но ни один из этих пилотов не стал сериалом.
После окончания «Невероятного Халка» в 1982 году телевизионных шоу по мотивам комиксов Marvel не было до 1988 года, когда вышел телефильм «Возвращение Невероятного Халка», являющегося пилотом для Тора. После него вышли «Суд Невероятного Халка» (1989 год), который стал пилотом для Сорвиголовы и «Смерть невероятного Халка», премьера которого состоялась в 1990 году.
Три пилота были выпущены в 1990-х годах: «Силовой набор», «Поколение Икс» и «Ник Фьюри: Агент Щ. И.Т.», но ни один из них не был выбран для сериала. В конце 1990-х и начале 2000-х годов Marvel больше повезло с сериалами «Найтмэн» и «Мутанты Икс», продолжающимися два и три сезона соответственно. Последнее шоу вызвало иск со стороны компании 20th Century Fox, у которой были права на фильмы про Людей Икс. В качестве продолжения серии фильмов о Блэйде в 2006 году вышел сериал «Блэйд», созданный для кабельного телевидения, который длился один сезон.

## История

### Студийное подразделение
28 июня 2010 года Marvel Entertainment объявила о создании Marvel Television и назначении Джефа Лоуба возглавить подразделение в качестве исполнительного вице-президента, главы телевидения. В октябре 2010 года было объявлено, что первый телесериал от Marvel Television для ABC будет сосредоточен на Халке, а разрабатывать его будет Гильермо дель Торо. В декабре 2010 года выяснилось, что Мелисса Розенберг разрабатывала для ABC Джессику Джонс, основанную на серии комиксов Alias, сериал должен был выйти в 2011 году в телевизионном сезоне в 2011—2012 годах.
В Сан-Диего на Comic-Con International в 2011 году Лоуб заявил, что помимо Халка и Джессики Джонс Marvel Television также разрабатывает сериалы «Плащ и Кинжал» и «Пересмешница» на ABC. В октябре 2011 года ABC Studios подала сценарий Карателя в Fox, который дал проекту обязательство пилотного эпизода. В апреле 2012 года Marvel Television подписала контракт с агентством Creative Artists для представления телесериалов. В мае 2012 года было объявлено, что проект о Халке не будет готов к сезону 2012—2013 годов и возможно будет в сезоне 2013—2014 годов. Было также объявлено, что ABC пропустит Джессику Джонс.
В июле 2012 года сообщалось, что Marvel снова вступили в переговоры с ABC для создания шоу в рамках Кинематографической вселенной Marvel, а в августе 2012 года ABC даёт задание режиссёру и сценаристу Джосс Уидону снять пилотный эпизод по его совместному с Джедом Уидоном и Мориссой Танчароен сценарию, этим пилотом были «Агенты Щ.И.Т.». Серия была официально показана 10 мая 2013 года. К сентябрю 2013 года Marvel разработала сериал «Агент Картер», вдохновившись короткометражным фильмом из серии Marvel One-Shots с участием Пегги Картер, сайт Deadline сообщил, что это был один из нескольких сериалов в разработке Marvel.
К октябрю 2013 года Marvel готовила четыре драматических сериала и мини-сериал на общую сумму 60 эпизодов, чтобы представить услуги видео по запросу и провайдеров кабельных услуг, в которых интересны Netflix, Amazon и WGN America. В ноябре 2013 года было объявлено, что Disney предоставит Netflix цикл сериалов с 2015 года, ими будут Сорвиголова, Джессика Джонс, Люк Кейдж, Железный кулак и итоговый мини-сериала-кроссовер Защитники. Отвечая на анонс Netflix, генеральный директор Disney Боб Айгер сказал, что Сорвиголова, Люк Кейдж, Железный кулак и Джессика Джонс могут появиться на больших экранах, если их шоу будут успешными, а также что другой формат был выбран так как ABC и Disney XD не смогут справиться со всеми шоу Marvel. Disney потратили около 200 миллионов долларов на финансирование серий. Четыре шоу на Netflix связаны с Кинематографической вселенной Marvel.
В ноябре 2013 года было также показано, что проект «Халк», впервые анонсированный в 2012 году был отложен и Лоуб сказал: «Мы видели, как Джосс Уэдон и Марк Руффало создали его в „Мстителях“, это было лучшее решение». 8 мая 2014 года ABC официально продлили «Агентов Щ. И.Т.» на второй сезон и заказали у Marvel «Агента Картер», который позже транслировался в январе 2015 года.
В начале апреля 2015 года было объявлено, что два неуказанных шоу разрабатываются для эфира на ABC. Одним из них был спин-офф «Агентов Щ. И.Т.», сосредоточенный на Бобби Морс (Эдрианн Палики) и Лэнсе Хантере (Ник Блад) и основанный на сюжетных линиях конца второго сезона, сериал разрабатывался Джеффри Беллом и Полом Збышевски. Над вторым проект работал писатель и продюсер Джон Ридли. 7 мая 2015 года ABC продлили сериалы «Агенты Щ. И.Т». и «Агент Картер» на третий и второй сезоны соответственно. Кроме того ABC также отклонили спин-офф «Агентов Щ. И.Т.», хотя президент ABC Entertainment Пол Ли не исключил возвращения к спин-оффу в будущем, а Ли также подтвердил, что Ридли работал над свойством Marvel для ABC. Также в мае Игер указал, что Disney видит потенциал в создании потоковой службы, посвященной контенту Marvel, как способ дальнейшей «подачи продукта непосредственно потребителю».
В августе 2015 года спин-офф «Агентов Щ. И.Т.» получили новую жизнь как переработанный сериал, названный «Особо опасные», с пилотным заказом. Белл и Збишевски снова разработали сериал, одновременно выступая в качестве соавторов пилотной серии, исполнительных продюсеров и шоураннеров, а Лоуб также присоединился как исполнительный продюсер. Сериал будет по-прежнему сосредоточен на Морс и Хантере в исполнении Палики и Блада, но уже не будет истинным спин-оффом. Как считалось ранее, вместо этого будет «описываться новый подход, посвященный одному и тому же дуэту и их продолжающимся приключениям».

### Подразделение Marvel Entertainment
В конце августа 2015 года Marvel Studios, дочерняя компания Marvel Entertainment, была интегрирована в The Walt Disney Studios, оставив Marvel Television и Marvel Animation (ранее часть Marvel Studios) под контролем Marvel Entertainment и генерального директора Айзека Перлмуттера.
В октябре 2015 года ABC заказала получасовой пилотный эпизод сериала «Контроль разрушений», основанного на одноименной строительной компании из комиксов. Серия разрабатывалась Беном Карлином. Позже в этом же месяце FX заказали пилот для сериала «Легион», о Дэвиде Халлере, молодом человеке, который может быть больше, чем человек. Пилот был выпущен FX Productions (FXP) и Marvel Television, причем FXP обрабатывал физическое производство. Также в октябре Fox Broadcasting Company объявила, что 20th Century Fox Television и Marvel Television разрабатывают сериал под названием «Клуб адского пламени», основанную на одноимённом тайном обществе из комиксов.
В январе 2016 года Ли заявил, что пилот «Особо опасные» начнёт производство «в ближайшие несколько месяцев» и объявил, что в дополнение к «Контролю разрушений» разрабатывается второй комедийный сериал Marvel. Также в январе Netflix находилась на ранних стадиях разработки телевизионного сериала о Карателе с участием Джона Бернтала, который исполнил эту роль во втором сезоне Сорвиголовы. Более подробная информация была раскрыта в отношении серии «Легион», в том числе в дополнение к пилоту FX заказано несколько сценариев, и что он будет происходить не в киновселенной Людей Икс, а в параллельной вселенной. Если сериал будет принят, он будет состоять из 10 эпизодов и, как ожидалось, выйдет в эфир в 2016 году.
В апреле 2016 года принадлежащая ABC сеть Freeform одобрила телесериал «Плащ и Кинжал» с прямым порядком в качестве первой работы Marvel с подписью ABC. Премьера телесериала, являющегося частью КВМ, запланирована на 2018 год. В конце месяца Marvel и Netflix официально одобрили «Карателя» с Бернталом. В мае 2016 года ABC отменили «Агента Картер» и отказались от «Особо опасных».
В июле 2016 года Fox и Marvel объявили о пилотном эпизоде для безымянного сериала, разрабатываемого Мэттом Никсом. Сериал, который будет выпущен совместно 20th Century Fox и Marvel, с 20th Century Fox, занимающейся физическим производством, фокусируется на двух обычных родителях, которые обнаруживают, что их дети обладают способностями мутантов, заставляя их бежать от правительства и вступать в подземную сеть мутантов. Никс будет выступать в качестве исполнительного продюсера вместе с Брайаном Сингером, Лорен Шулер Доннер, Саймоном Кинбергом, Лебом и Джимом Чори. Было также сказано, что «Клуб адского пламени» больше не находится в разработке.
В следующем месяце было объявлено, что «Беглецы» от Marvel, основанный на одноимённой команде, получили заказ на пилотный эпизод на дополнительном потоковом сервисе Hulu. Пилот написан Джошем Шварцем и Стефани Сэвидж, которые также выступают в качестве исполнительных продюсеров и шоураннеров. К концу месяца подразделение и ABC Studios разрабатывали комедийный сериал на основе команды Новых Воинов, в которых участвовала Девушка-белка, сериал предлагался для кабельных сетей и потоковых точек. В апреле 2017 года Freeform объявила линейный заказ на полчаса в прямом эфире сериала «Новые Воины» с первым сезоном, состоящим из 10 эпизодов, анонсированных на 2018 году. В мае 2017 года Hulu заказал все 10 эпизодов сериала «Беглецы», премьера которого назначена на 21 ноября 2017 года.
В ноябре 2016 года Marvel Television и IMAX Corporation объявили о работе над сериалом «Сверхлюди» о расе Нелюдей, который будет выпущен совместно с ABC Studios. Сериал, который совместно финансируется IMAX, был снят с помощью цифровых камер IMAX, и имеет версии первых двух эпизодов, которые будут показаны в кинотеатрах IMAX, начиная с 1 сентября 2017 года в течение двух недель перед премьерой на ABC 29 сентября.
В мае 2017 года Fox заказали сериал Мэтта Никса, получивший название Одарённые, а также FXX разместил заказ на анимационный сериал про Дэдпула, который будет совместно выпущен Marvel Television, FX Productions и ABC Studios. Дональд Гловер и его брат Стивен Гловер будут выступать в качестве демонстраторов, исполнительных продюсеров и сценаристов сериала. В августе 2017 года старший вице-президент по оригинальному программированию Карим Зрейк указал, что Marvel Television сотрудничает с ABC в шоу «Джессика Джонс», посвященному женской тематике.

### Объединение с Marvel Studios
10 декабря 2019 года Marvel Television была объединена с Marvel Studios, которая унаследовала все шоу Marvel Television.

## Продукция
Сериалы на ABC
- Агенты «Щ.И.Т.» (2013—2020)
- Агент Картер (2015—2016)
- Сверхлюди (2017)

Сериалы на Netflix
- Сорвиголова (2015—2018)
- Джессика Джонс (2015—2019)
- Люк Кейдж (2016—2018)
- Железный кулак (2017—2018)
- Защитники (2017)
- Каратель (2017—2019)

Сериалы на Hulu
- Беглецы (2017—2019)
- Хелстром (2020)
- МОДОК (2021)
- Хит-Манки (2021—2024)

Другие
- Легион (2017—2019)
- Одарённые (2017—2019)
- Плащ и Кинжал (2018—2019)

### Проекты на Disney+
Проекты производства Marvel Studios после поглощения Marvel Television, выпускаемые под лейблом Marvel TV
- Ванда/Вижн (2021)
- Сокол и Зимний солдат (2021)
- Локи (2021—2023)
- Что, если…? (2021—2024)
- Соколиный глаз (2021)
- Лунный Рыцарь (2022)
- Мисс Марвел (с 2022)
- Я есть Грут (2022—2023)
- Женщина-Халк: Адвокат (2022)
- Ночной оборотень (2022)
- Стражи Галактики: Праздничный спецвыпуск (2022)
- Секретное вторжение (2023)
- Эхо (2024)
- Это всё Агата (2024)
- Ваш дружелюбный сосед Человек-паук (2025 — наст. время)
- Сорвиголова: Рождённый заново (2025 — наст. время)
- Железное сердце (2025)
- Очи Ваканды (2025)
- Зомби Marvel (2025)
- Чудо-человек (2025)
- Квест Вижна (2026)